# Klimatherapie
Bei der Klimatherapie, veraltet auch Klimatotherapie, oder Klimakur werden die natürlichen klimatischen Umweltreize besonderer Gegenden zur Heilungsbeschleunigung auf natürliche Weise genutzt.
Klima- und Thalassotherapie werden bei chronischen Erkrankungen von Haut und Atemwegen, Osteoporose, Herz-Kreislauf-Erkrankungen, Trainingsmangel des ganzen Körpers, jahreszeitlich abhängigen Verstimmungen/saisonalen Depression, Rekonvaleszenz nach schweren Erkrankungen sowie zur Sekundärprävention und allgemeine Gesundheitsförderung durchgeführt.
Angeboten werden Klima- und Thalassotherapie an Nord- und Ostsee, vor allem als Rehabilitationsmaßnahme bei chronischen Erkrankungen und in Form von Mutter-Vater-Kind-Kuren in Fachkliniken, im Hochgebirge und in den Mittelgebirgen als stationär und ambulante indikationsbezogene Kurorttherapie, in Heilklimatischen Kurorten, Seebädern und Seeheilbädern Deutschlands und in verschiedenen anderen europäischen Ländern.

## Wirksamkeit
Folgende Wirkungen werden angenommen:
- Meeresküste: (Thalassotherapie) Aerosolwirkung der natriumchloridreichen, sauberen Luft wirken auf die Schleimhäute der Atemwege beruhigend. Reizwirkung auf die Haut (durchblutungsfördernd, stoffwechselanregend), UV-Bestrahlung (Vitamin-D-Produktion).
- Mittelgebirge: Luftreinheit. Geopsychische Wirkung durch die Landschaft (befreiende positive Geisteshaltung), durch mildes, reizarmes Sommerklima
- Hochgebirge: Niedriger Luftdruck, geringe Luftfeuchtigkeit, Luftreinheit und intensive UV-Strahlung.

Zur Frage, ob es sich bei den der Klimatherapie zugesprochenen günstigen Effekten um spezifische Einflüsse des Klimas oder um die Folgen allgemeiner Erholung handelt, existieren widersprüchliche Meinungen. Selbst Befürworter der Klimatherapie bestätigen, dass es an guten wissenschaftliche Untersuchungen mangelt.

## Geschichte
Die verbreitetste Form der Klimatherapie seit der Mitte des 19. Jahrhunderts bis etwa 1950 war die so genannte Luftkur, vor allem in Verbindung mit einem Höhenklima. In der Schweiz gilt der Arzt Alexander Spengler als Pionier dieser Therapieform. Er vermutete heilsame Wirkungen des besonderen Hochgebirgsklimas in Davos bei Tuberkulose. Ihm fiel auf, dass die einheimische Bevölkerung dort von der Tuberkulose verschont war, was jedoch seit der Entdeckung des Tuberkuloseerregers auf das geringere epidemiologische Risiko in diesen Gebieten zurückgeführt wird. Spengler kam 1849 in die Schweiz und wurde nach seinem Medizinstudium (Zürich) Landarzt in Davos. Der Medizinhistoriker und Bäderarzt Conrad Meyer-Ahrens (Zürich) wies schon 1845 auf Erfolge von Lucius Rüedi bei tuberkuloseerkrankten Kindern im Hochtal von Davos hin. Zwei schwer Lungenkranke, die im schlesischen Frischluftsanatorium Görbersdorf ohne Erfolg behandelt worden waren, verbrachten 1865 erstmals einen Winter in Davos, wo sie angeblich von der Tuberkulose genasen. In den folgenden Jahrzehnten kamen viele Lungenkranke zu Kuraufenthalten in die Alpen. So wurden Davos, Leysin, Arosa und Montana zu bedeutenden Luftkurorten für Lungenkranke. Die dort errichteten Sanatorien florierten bis zur Entwicklung der Tbc-Impfung, Tuberkulostatika und Antibiotika in den 1940er-Jahren. So führte die Entwicklung medikamentöser Therapien der Tuberkulose dazu, dass Gebirgs-Sanatorien in (Kur-)Hotels umgewandelt wurden bzw. sich Sanatorien vermehrt auch anderen Bereichen widmeten, wie der allgemeinen Rehabilitation, der Behandlung von Allergien und Asthma. 